# Forintos Győző
Forintos Győző (Budapest, 1935. július 30. – Budapest, 2018. december 5.) magyar sakkozó, nemzetközi nagymester, sakkolimpián csapatban kétszeres ezüst- és bronz-, egyéniben aranyérmes; magyar bajnok, háromszoros Budapest-bajnok, nemzetközi versenybíró, sakkszakíró, edző, sportvezető.

## Élete
Egy hódmezővásárhelyi földműves családnak a sarja. Apja Forintos József (1902–1986), órásmester, anyja Pala Anna (1903–1988) varrónő volt. Az apai nagyszülei Forintos János, hódmezővásárhelyi cipész és Katona Judit (1859–1913) voltak. Ötéves korában a bátyjától tanult meg sakkozni, 10 évesen, 1945-ben már első versenyét nyerte a felnőttek között. (A díj egy pár cipő volt!) Iskoláit Pestlőrincen végezte, és még középiskolásként megnyerte Budapest közel 400 résztvevős villámbajnokságát.
A Pestlőrinci Akaratban, a Kispesti Vasasban, majd a Kistext csapatában kezdett versenyszerűen sakkozni. 1954-ben szerezte meg a sakkmesteri címet. 1953-ban nyert felvételt az egyetemre, és az egyetemi évek alatt a Haladás NB I-es gárdájában játszott az első táblán, az akkor idők legjobbjai ellen, mint Szabó László, Barcza Gedeon, Asztalos Lajos. Később, több mint 40 évig a Vörös Meteor, illetve annak jogutódai, az MTK-VM és az MTK versenyzője volt, majd 2000-től a Hajdúszoboszló NB I-es csapatát erősítette.
Végzettségét tekintve közgazdász; 1957-ben végezte el a Közgazdasági Egyetem Külkereskedelmi szakát, majd a Hungarotex Külkereskedelmi Vállalatnál kezdett dolgozni. Munkahelyén segítették a sakkpályafutásában, de 1969-ben választás elé állították, mert felajánlották neki az ausztráliai kirendeltség vezetését, amit nem fogadott el, és inkább a sakk mellett döntött.
1964-ben nősült meg. Felesége családjában is mindenki sakkozott. Apósa, Pauncz Miklós lelkesen intézte a klub ügyeit, akinek halála után rendszeresen megrendezték a Pauncz Miklós sakk-bridzs emlékversenyt. Lánya, Gyöngyvér, szintén sakkozó, aki az angol-francia nagymester Anthony Kosten felesége.

## Sakkozói pályafutása
Először 19 évesen, 1954-ben került be a magyar bajnokság döntőjébe. 1968/69-ben két pont előnnyel a második helyezett Portisch Lajos, és négy pont előnnyel a harmadik helyen végzettek előtt magyar bajnoki címet szerzett. Egy évvel később a második helyet szerezte meg Dely Péter mögött.
1963-ban lett nemzetközi mester és 1974-ben szerezte meg a nemzetközi nagymester címet.
Egyéni versenyen utoljára 2002-ben vett részt, ezt követően már csak csapatban játszott. 2010. július óta nem játszott a FIDE által nyilvántartott játszmát. Ekkori utolsó Élő-pontszáma 2317. Legmagasabb pontszáma a FIDE szerint 2500, amelyet 1971. januárban ért el, ekkor a világranglistán a 73., a magyar ranglistán a 4. helyen állt. A chessmetrics.com számításai szerint a legmagasabb pontértéke 2605 volt 1971. augusztusban, és a legjobb helyezése a világranglistán a 65. volt, 1971. júniusban.
1994 óta nemzetközi versenybíró.
Sikeresebb tanítványai: Kállai Gábor nemzetközi nagymester, Daniel King nemzetközi nagymester (Anglia)
Tanácsadója és szekundánsa volt 1980-ig két világbajnoki ciklusban Portisch Lajosnak, aki ekkor jut legtovább a párosmeccsek során, az első négy közé mindkét esetben.
1983-1984-ben a magyar sakkválogatott szövetségi kapitánya volt. 1986-ban a kuvaiti válogatott mellett volt tréner.

## Csapateredményei
Hat sakkolimpián (1958, 1964, 1966, 1970, 1972, 1974) vett részt a magyar válogatott tagjaként, amelyeken két ezüstérmet és egy bronzérmet szerzett. Egyéniben a legjobb teljesítményt 1958-ban nyújtotta, amikor 13 játszmából 10,5 ponttal (80,1%) egyéni aranyérmet szerzett.
A sakkcsapat Európa-bajnokságokon négy alkalommal szerepelt a magyar válogatottban, és minden alkalommal érmet szerzett: 1961, 1965 és 1973-ban bronzérmet, 1970-ben ezüstérmet. Egyénileg 1965-ben és 1970-ben tábláján a mezőny legjobbja, 1973-ban a 2., 1961-ben a 3. legjobb eredményt jegyezte.
1955 és 1961 között hét alkalommal volt tagja a magyar egyetemi-főiskolai válogatottnak a főiskolai világbajnokságokon, amelyeken egy ezüst, két bronzérmet, valamint egy 4., egy 5. és egy 6. helyet szereztek meg. Egyéniben a legjobb eredményét 1959-ben érte el, amikor a mezőny legjobbja volt.

## Kiemelkedő versenyeredményei
- 1956: 2. helyezés Prága
- 1962/63: 1. helyezés Reggio Emilia
- 1963: 1. helyezés Budapest, Budapest-bajnokság
- 1964: 1. helyezés Bordeaux
- 1965: 1. helyezés Budapest, Budapest-bajnokság
- 1965: 1-2. helyezés Imperia
- 1966: 1. helyezés (holtversenyben) Budapest
- 1968: 1. helyezés: Budapest, Budapest-bajnokság
- 1968: 1-2. helyezés Imperia
- 1969: 1. helyezés (holtversenyben) Monte-Carlo
- 1970: 2. helyezés Corus sakktorna, Wijk aan Zee, Ulf Andersson mögött
- 1971: 1. helyezés Asztalos-emlékverseny, Baja
- 1972: 3. helyezés Caorle zónaverseny
- 1973: 2. helyezés Madonna di Campiglio
- 1973: 2. helyezés Vrnjačka Banja
- 1974: 2. helyezés Reykjavík, Vaszilij Szmiszlov mögött, megelőzve David Bronstejnt
- 1974: 2. helyezés Novi Sad Mihail Tal mögött
- 1975: 2. helyezés Vancouver Paul Keres mögött
- 1976: 2. helyezés Lone Pine, Tigran Petroszján mögött
- 1978: 2. helyezés Szarajevó
- 1979: 3. helyezés Capablanca Emlékverseny Cienfuegos
- 1979: 1. helyezés Rio de Janeiro
- 1982: 3. helyezés Balatonberény
- 1982: 1-4. helyezés Titograd
- 1982: 1. helyezés Benidorm
- 1982: 1-2. helyezés Oberwart (240 résztvevő)
- 1984: 1-4. helyezés Ramsgate
- 1985: 3-5. helyezés Metz (142 résztvevő)
- 1985: 1-2. helyezés Perpignan (132 résztvevő)
- 1987: 1. helyezés Perpignan

## Díjai, elismerései
- A Magyar Népköztársaság Érdemes Sportolója (1968)[15]
- Magyar Népköztársaság Sportérdemérem ezüst fokozata (1972) a szkopjei sakkolimpián szerzett ezüstéremért[16]
- Pakson olimpiai emlékmű őrzi nevét[17]

## Szakírói munkássága
Haág Ervinnel közösen két nagy sikerű könyvet is írt, amelyeket angolra és németre is lefordítottak. Rendszeresen jelentek meg cikkei, elemzései a Magyar Sakkélet című folyóiratban, valamint más magyar és külföldi szakfolyóiratokban, napilapokban. Több alkalommal szerepelt a televízióban elemzőként, kommentátorként, legtöbbször hazai földön, néhányszor a volt Szovjetunióban, és 1978-ban a BBC „Master Game” sakkprogramjában (Bristol, Anglia).
Folyóiratokban megjelent cikkeit az Országos Dokumentum-ellátási Rendszer adatbázisa tartalmazza.

## Könyvei
- Forintos Győző-Haág Ervin: Orosz védelem
  - angolul: Győző Forintos–Ervin Haag: The Petroff defence. Encyclopedia of chess openings: 042-043. Informator: E 13a/b/c; Batsford, London, 1983 (Batsford library of tournament openings); utánnyomás az USA-ban és Kanadában
  - németül: Gyözö Forintos–Ervin Haag: Russische Verteidigung. Enzyklopädie der Schacheröffnungen: C42-43; németre ford. Eva Forintos; Dreier, Mannheim, 1992 ISBN 3-9802574-5-2
- Forintos Győző-Haág Ervin: Királyindiai védelem 5.Hge2 változata
  - angol nyelven: Easy Guide to 5.Nge2 King's Indian: Winning with the Hungarian attack, Everyman Chess, 2000
- Sziciliai-védelem, Dely-csel
- Play the advance French

Fordításai
- „Sakk! Az első lépéstől a mattig” Daniel King három világnyelven és magyarul Hong Kongban egyidejűleg megjelent könyvének magyar változata (2001), Tessloff és Babilon kiadó. Közös fordítás feleségével, Forintos Évával. ISBN 9639182419 ISBN 9789639182417
- Garri Kaszparov: Nagy elődeim 2. Euwétől Talig (Közös fordítás Szalay Tiborral), Chess-Press Bt. 2006 ISBN 9632297016

## Személyével foglalkozó szakirodalom
- Hartston, William R. (1977), "Forintos, Győző", in Golombek, Harry, Golombek's Encyclopedia of Chess, Crown Publishing, p. 120, ISBN 0-517-53146-1
- Hooper, David and Whyld, Kenneth (1984), The Oxford Companion to Chess, Oxford University, ISBN 0-19-217540-8
- Sunnucks, Anne (1970), The Encyclopaedia of Chess, St. Martin's Press, p. 140, ISBN 0709146973 LCCN 78106371
- Шахматы : энциклопедический словарь / гл. ред. А. Е. Карпов. — М.: Советская энциклопедия, 1990. — С. 433. — 100 000 экз. — ISBN 5-85270-005-3

## Nevezetes játszmái
- Az 1975-ös Aljechin-emlékversenyen legyőzte Mihail Talt, aki 1960-61-ben volt világbajnok. Kevesen mondhatják el magukról, hogy győzelmet értek el a "rigai varázsló" ellen. A játszma Forintos Győző nagymester elemzésében: Forintos-Tal (Moszkva, 1975-01-01)[halott link]
- Gyozo V Forintos vs Vassili Tomovic, Belgrád 1957, Királyindiai védelem (A07), 1-0
- Gyozo V Forintos vs Vassili Smislov, Szocsi 1974, Nimzoíndiai védelem: Berlini változat (E39), 1-0